# Yuka Fujikura
Yuka Fujikura (jap. 藤倉優花 Fujikura Yuka; ur. 4 kwietnia 2003) – japońska zapaśniczka walcząca w stylu wolnym. Szósta w Pucharze Świata w 2022. Mistrzyni Azji juniorów w 2022 roku.